# Paavo Yrjölä
Paavo Ilmari Yrjölä (né le 18 juin 1902 à Hämeenkyrö - mort le 11 février 1980 à Hämeenkyrö) est un athlète finlandais spécialiste du décathlon.

## Carrière
Il établit en juillet 1926 à Viipuri un nouveau record du monde du décathlon avec 7 820 points, améliorant de 110 points la meilleure performance de l'Américain Harold Osborn datant des Jeux olympiques de 1924. Il récidive un an plus tard à Helsinki en portant le record du monde à 7 995 points. Par ailleurs, Paavo Yrjölä remporte trois titres nationaux consécutifs de 1925 à 1927. En 1928, le Finlandais remporte la médaille d'or du décathlon des Jeux olympiques d'Amsterdam en établissant pour la troisième fois un nouveau record du monde. Avec 8 053 points, Yrjölä devance de 122 points son compatriote Akilles Järvinen. Aligné par ailleurs dans l'épreuve du lancer du poids, il est éliminé en qualifications avec un jet à 14,01 m (neuvième place finale).

## Palmarès
| Date | Compétition     | Lieu        | Épreuve         | Résultat | Points    |
| ---- | --------------- | ----------- | --------------- | -------- | --------- |
| 1924 | Jeux olympiques | Paris       | Décathlon       | 9e       | 5 547 pts |
| 1928 | Jeux olympiques | Amsterdam   | Décathlon       | 1er      | 6 587 pts |
| 1928 | Jeux olympiques | Amsterdam   | Lancer du poids | 9e       | 14,01 m   |
| 1932 | Jeux olympiques | Los Angeles | Décathlon       | 6e       | 6 385 pts |

## Records personnels
- 100 m : 11 s 6
- Saut en longueur : 6,76 m
- Lancer du poids : 14,72 m (1930)
- Saut en hauteur : 1,87 m (1924)
- 400 m : 51 s 9
- 110 m haies : 15 s 5
- Lancer du disque : 43,26 m
- Saut à la perche : 3,30 m
- Lancer du javelot : 62,15 m
- 1 500 m : 4 min 26 s 8
- Décathlon : 8 053 points (6 587 pts avec les tables actuelles)
- Pentathlon : 3 532 points